# Sierra Nevada (SUA)

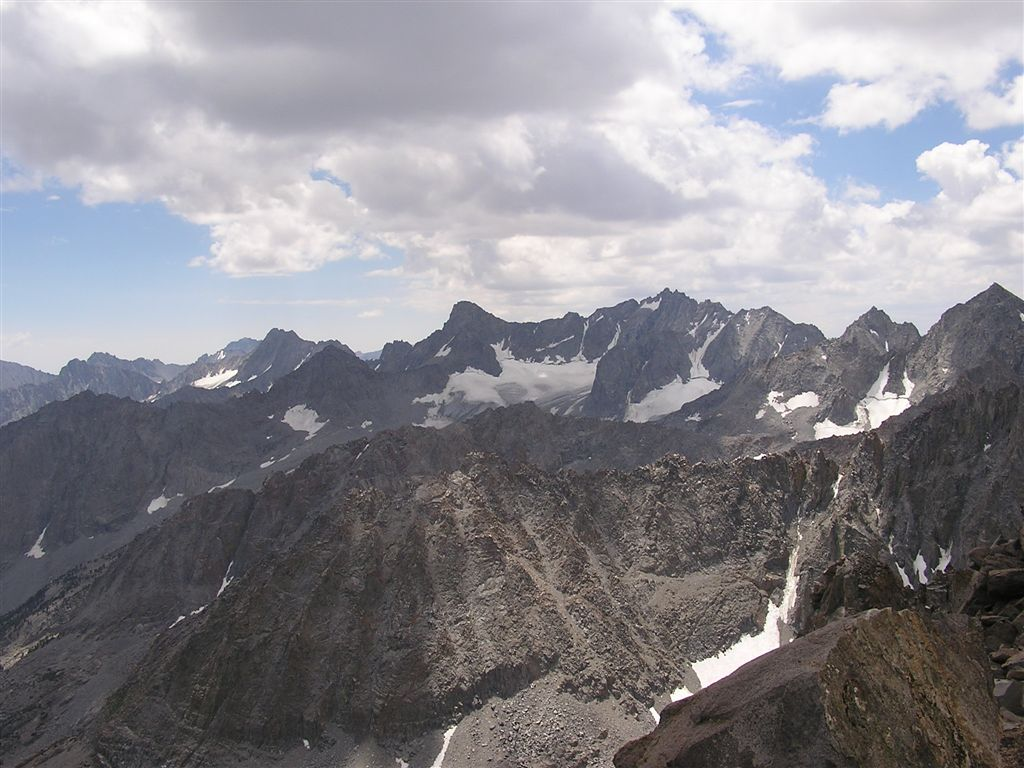
Palisadele dinspre nord

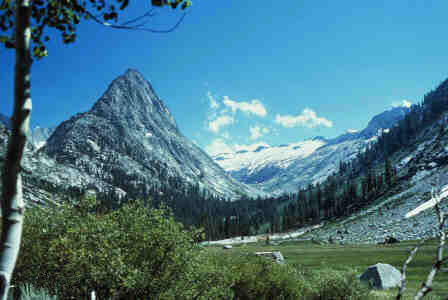
Canionul Norilor

Sierra Nevada este numele spaniol al unui lanț muntos situat în statul California din Statele Unite ale Americii. Mai este cunoscut și sub denumirea locală The Sierra sau The Sierras.

## Istoricul denumirii
În 1542, exploratorul spaniol Juan Rodriguez Cabrillo, văzând acest lanț muntos dinspre Munții Santa Cruz, pe care se afla, le-a dat denumirea spaniolă de Sierra Nevada, în traducere, „lanțul înzăpezit”. În California există mai multe lanțuri muntoase, iar acest nume a fost folosit și în general pentru a specifica un lanț muntos din interior, mai puțin accesibil. În aprilie 1776, în timpul celei de-a doua expediții a lui Juan Bautista de Anza în regiune, preotul Pedro Font a fost primul care a descris acești munți în notele sale. 
Lanțul muntos măsoară 650 km lungime între Pasul Fredonyer la nord și Pasul Tehachapi la sud, unde la liziera pădurilor de conifere cresc arborii mamut (sequoia). Se află cuprins între „Californian Central Valley” (Valea Centrală Californiană) la vest și masa vulcanică Marele Bazin la est.